# Хаві Наварро
Хаві Наварро (ісп. Javi Navarro, нар. 6 лютого 1974, Валенсія) — колишній іспанський футболіст, що грав на позиції захисника.
Виступав, зокрема, за «Валенсію» та «Севілью», а також національну збірну Іспанії.

## Клубна кар'єра
Вихованець «Валенсії», але зігравши за сезон 1993/94 лише чотири матчі у чемпіонаті в основній команді, влітку 1994 року відправився в оренду в «Логроньєс».
По завершенні сезону повернувся в «Валенсію», але за три роки так і не зумів закріпитися в команді, тим більше у 1997 році він отримав важку травму, яка майже на три роки залишила його без футболу і за першу команду «кажанів» він більше не грав.
У сезоні 2000/01 на правах оренди виступав за «Ельче», будучи одним з лідерів команди, і по закінченні оренди гравцем зацікавилась «Севілья», куди футболіст перейшов влітку 2001 року. Потрапивши в «Севілью», Хаві Наварро став справжнім лідером і капітаном команди, з якою двічі завоював Кубок УЄФА, ставав володарем Суперкубка УЄФА, а також Кубка і Суперкубка Іспанії. 2007 року Наварро отримав серйозну травму коліна, через яку не виходив на поле протягом двох наступних років, після чого в травні 2009 року вирішив завершити ігрову кар'єру.

## Виступи за збірну
Був гравцем молодіжної збірної Іспанії, у складі якої став фіналістом молодіжного чемпіонату Європи 1996 року.
Того ж року у складі олімпійської збірної брав участь у Олімпіаді 1996 року, де іспанці дійшли до чвертьфіналу, а Наварро зіграв у трьох матчах.
15 листопада 2006 року у віці 32 років дебютував в офіційних іграх у складі національної збірної Іспанії в товариському матчі проти збірної Румунії (0:1), ставши третім найстарішим дебютантом за збірну після Ференца Пушкаша (34) і Вісенте Енгонги (32 і 11 місяців). Протягом кар'єри у національній команді, яка тривала усього 2 роки, провів у формі головної команди країни 4 матчі.

## Титули і досягнення
- Володар Кубка УЄФА (2):

«Севілья»: 2005–06, 2006–07
- Володар Суперкубка УЄФА (1):

«Севілья»: 2006
- Володар Кубка Іспанії (2):

«Севілья»: 2006–07
- Володар Суперкубка Іспанії (2):

«Севілья»: 2007